# Condado de Colleton
El condado de Colleton  (en inglés: Colleton County, South Carolina), fundado en 1798, es uno de los 46 condados del estado estadounidense de Carolina del Sur. En el año 2000 tenía una población de 38 264 habitantes con una densidad poblacional de 14 personas por km². La sede del condado es Walterboro.

## Geografía
Según la Oficina del Censo, el condado tiene un área total de 2934 km² (1132,8 mi²), de la cual 2735 km² (1056,0 mi²) es tierra y 199 km² (76,8 mi²) es agua.

### Condados adyacentes
- Condado de Orangeburg norte
- Condado de Dorchester noreste
- Condado de Charleston este
- Condado de Beaufort sur
- Condado de Hampton oeste
- Condado de Allendale oeste
- Condado de Bamberg noroeste

## Demografía
En el 2000 la renta per cápita promedia del condado era de $29 733, y el ingreso promedio para una familia era de $34 169. El ingreso per cápita para el condado era de $14 831. En 2000 los hombres tenían un ingreso per cápita de $28 518 contra $19 228 para las mujeres. Alrededor del 21,1% de la población estaba bajo el umbral de pobreza nacional.

## Lugares

### Ciudades y pueblos
- Cottageville
- Edisto Beach
- Green Pond
- Islandton
- Lodge
- Round O
- Ruffin
- Smoaks
- Walterboro
- Williams
- Jacksonbor